# آرارانکا
آرارانکا (به اسپانیایی: Araranca) یک کوه در پرو است که در Peru, Ancash Region واقع شده‌است. آرارانکا ۴٬۸۰۰ متر بالاتر از سطح دریا واقع شده‌است.